# 阿爾梅季耶夫斯克區

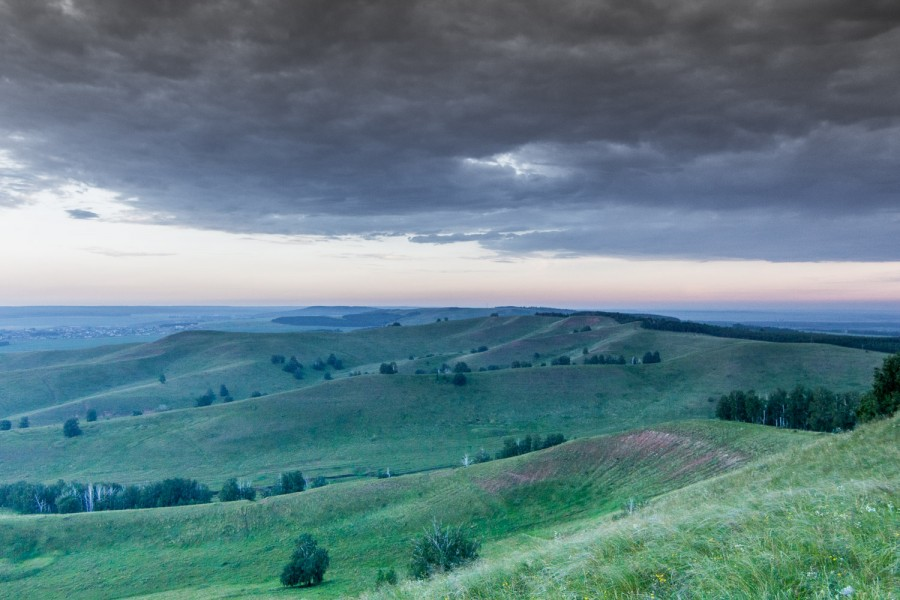

54°54′N 52°18′E / 54.900°N 52.300°E
阿爾梅季耶夫斯克區（俄语：Альметьевский район），是俄羅斯的一個區，位於該國西部，由韃靼斯坦共和國負責管轄，始建於1930年8月10日，面積2,503平方公里，2010年人口51,100，人口密度每平方公里20.42人。